# Alexei Wassiljewitsch Rebko
Alexei Wassiljewitsch Rebko (russisch Алексей Васильевич Ребко; * 23. April 1986 in Moskau, UdSSR) ist ein ehemaliger russischer Fußballspieler.

## Laufbahn
Mit dem Fußballspielen begann er in der Moskauer Sportschule Trudowye Reserwy. Schon im Alter von 16 Jahren wechselte er 2002 zu Spartak Moskau. Dort rief ihn der damalige Trainer Oleg Romanzew am 10. Juli 2002 in der 87. Minute beim Auswärtsspiel gegen Zenit Sankt Petersburg beim Stand von 3:2 Rebko auf den Platz. Damit ist Alexei Rebko mit 16 Jahren und 78 Tagen der jüngste Spieler, der je für Spartak Moskau und überhaupt in der Premjer-Liga spielte. Nach diesem kurzen Einsatz spielte er aber fast ausschließlich in der Zweitmannschaft. Ab 2006 als Wladimir Fedotow Haupttrainer des Clubs wurde, wurde Rebko öfter eingesetzt. Trotzdem wechselte er im Februar 2008 zu Rubin Kasan. Auch hier hielt er es nicht lange aus und unterschrieb bereits im Juli des gleichen Jahres für drei Jahre bei FK Moskau.
Für die russische Fußballnationalmannschaft spielt er seit 2009. In der Qualifikation zur WM 2010 stand er in drei Spielen für sein Land auf dem Platz. Des Weiteren spielte er bis 2004 in der U-18 Nationalmannschaft. 2006 gehörte Rebko in der Qualifikation zur U-21-Europameisterschaft 2007 zum russischen U-21-Aufgebot, scheiterte in der letzten Qualifikationsrunde aber trotz eines 4:1-Heimerfolgs noch nach einer 0:3-Auswärtsniederlage an Portugal.